# Tender Flesh
Pour plus de détails, voir Fiche technique et Distribution.
Tender Flesh est un film d'horreur érotique hispano-américain écrit et réalisé par Jesús Franco (crédité comme Jess Franco), sorti en 1997.
Il s'agit du deuxième remake du film Les Chasses du comte Zaroff (The Most Dangerous Game) d'Ernest B. Schoedsack et Irving Pichel, sorti en 1932, réalisé par le cinéaste espagnol Jesús Franco après La Comtesse perverse. 

## Synopsis
Strip-teaseuse dans une boîte de nuit privée, Paula est remarquée par un couple riche et libertin, les Radeck, qui lui propose de venir passer quelques jours avec eux dans leur palace sur une île. Elle accepte leur proposition et s'y rend avec son petit ami. Les Radeck leur proposent une chasse au trésor mais ce n'est qu'un prétexte pour organiser leur jeu favori : la chasse aux humains. Dès lors, dans la jungle, les Radeck, munis d'arcs et de flèches, les traquent dans la forêt pour les tuer puis, enfin, les dévorer...

## Fiche technique
- Titre original et français : Tender Flesh
- Réalisation et scénario : Jesús Franco (crédité comme Jess Franco)
- Musique : Daniel White (crédité comme Daniel J. White)
- Photographie : Benjamin L. Gordon
- Production : Peter Blumenstock, Kevin Collins et Hugh Gallagher
- Pays d'origine :  Espagne,  États-Unis
- Langue originale : anglais
- Genre : horreur, érotique
- Durée : 91 minutes
- Date de sortie :
  -  Canada : juillet 1997 (FanTasia)
- Déconseillé aux moins de 16 ans

## Distribution
- Amber Newman : Paula
- Lina Romay : Mrs. Radeck
- Alain Petit : Paul Radeck
- Monique Parent : baronne Irina
- Aldo Sambrell : Kallman
- Analía Ivars : Furia
- Mikail Kronen : Carlos